# Casa do Padre Marcos
A Casa do Padre Marcos é uma casa histórica, construída no século XVIII, Foi residência do padre Marcos. Localiza-se na cidade de Padre Marcos, no estado do Piauí. É um patrimônio histórico tombado pelo Fundação Cultural do Piauí (FUNDAC), na data de 06 de julho de 1992, sob o processo de nº 8.686.

## História
A Casa do Padre Marcos era a sede da Fazenda Boa Esperança, fazenda herdada por padre Marcos de Araújo Costa de seus pais, Maria Rodrigues de Santana e ouvidor-geral Marcos Francisco de Araújo Costa. Em 1820, fundou um colégio internato na sede da fazenda. o primeiro instituto educacional do Piauí, quando ainda era província. Em 1839, George Gardner visitou o colégio de padre Marcos.
O padre Marcos de Araújo Costa, além de sacerdote, foi educador e político brasileiro. Foi Presidente do Conselho Geral e vice-presidente da Província do Piauí. Exerceu também o cargo de deputado provincial do Piauí (1835-1837). Ele é considerado o patrono da educação no Piauí, pois na primeira metade do Século XIX (1820 a 1850), na província do Piauí, só funcionava a Escola Boa Esperança, em Jaicós, atualmente município de Padre Marcos.